# Stadio Olimpico Grande Torino
Stadio Olimpico Grande Torino původně Stadio Benito Mussolini je víceúčelový stadion v italském městě Turín, v regionu Piemont.
Byl slavnostně otevřen v roce 1933 jako Stadio Municipale Benito Mussolini (česky: Městský stadion Benita Mussoliniho). Po válce se třikrát přejmenovalo. Do roku 1986 Stadio Comunale, poté Stadio Comunale Vittorio Pozzo (do 2005) a Stadio Olimpico (do 2016). Svůj současný název byl přijat v roce 2016 jako poctu týmu Grande Torino, který zahynul při tragedii Superga v roce 1949.
Do roku 1990 to bylo dějiště domácích zápasů Turín i Juventus, které se v tom roce přestěhovaly na Stadio delle Alpi. Renovovaný pro ZOH 2006 se v září téhož roku se oba kluby vrátili. Od roku 2011 slouží výhradně Turínu. Konal se zde zahajovací a závěrečný ceremoniál ZOH 2006 a zimních paralympijských her 2006.
Hraje se zde i ragby a od roku 2013 podléhá architektonickým omezením Ministerstva kulturního dědictví a aktivit a cestovního ruchu (MiBACT) a je jedním ze čtyř italských stadionů, spolu s výše uvedeným stadionem, zařazena do kategorie UEFA 4.

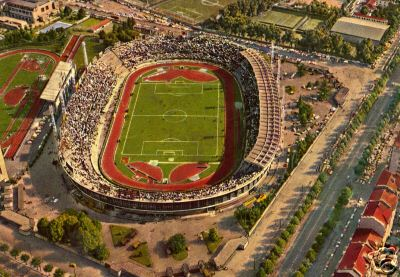
V 80. letech

## Historie

### Do roku 2000
Stadion byl postaven v roce 1933 na pozemku Tetti Varrò rozhodnutím samotného Mussoliniho, aby nahradil předchozí sportovní zařízení na náměstí Piazza d'Armi z let 1909-1910. Proto také byl po něm pojmenován jako Stadio Municipale Benito Mussolini. V původním projektu měl stadion kapacitu 65 000 míst (což byl ve své době největší v Itálii). Byl tvořen rozsáhlým elipsoidním prstencem, jehož největší obvod měl přibližně 640 m. Hrací pole mělo rozměr 105 × 70 m. Kolem byla šestiproudová atletická dráha, boxy pro vrh koulí a hod diskem, dráhy pro skok daleký a vysoký. Dráha měla anomální délku 446,38 metru. Dne 5. června 1932 bylo rozhodnuto o smlouvě na celostátní soutěž na stavbu stadionu. Stavební práce začaly 21. září 1932 a slavnostní zahájil 14. května 1933 tajemník fašistické strany Achillem Staracem. První zápas se odehrál 29. června mezi Juventusem a maďarským Újpestí (6:2), druhým zápasem čtvrtfinále Středoevropského poháru.
Po inauguračních akcích se zde konaly dva zápasy MS 1934, které se konalo v Itálii. Již od začátku zde hrál své domácí zápasy Juventus. Od roku 1938 zde bylo dočasné sídlo turínského automobilového muzea, které bylo slavnostně otevřeno v roce 1939, až do jeho definitivního přestěhování v roce 1960.
S koncem 2. světové války a pádem fašistického režimu byl přejmenován na Stadio Comunale (městsky stadion). Juventus byl i nadále jediným klubem z města které tady hrálo. Druhý klub Turín odehrálo jen několik svých utkání, ale natrvalo se sem přestěhovali v roce 1958. Jenže sestoupil a zápasy Serie B poté hrál opět na Stadio Filadelfia. Klub se sem vrátil v roce 1963. Juventus zde slavil v letech 1933 až 1990 17 italských mistrovských titulů, 8 italských pohárů a 6 mezinárodních trofejí. Turín zde slavil v sezoně 1975/76 titul a dva italské poháry.
V roce 1986 byl přejmenován na Stadio Comunale Vittorio Pozzo, po slavném italském trenérovi. Odehrálo se zde i tři zápasy ME 1980 a také o Evropský superpohár.
V roce 1984, kdy FIFA přidělila Itálii organizaci mistrovství světa pro rok 1990, se začalo mluvit o novém stadionu pro město, protože tento stadion již byl zastaralým. Byli dvě možnosti: jedna byla že projde rekonstrukcí s instalací střechy nad tribunami a rozšíření kapacity až na 77 500 míst (oproti tehdejším 65 000 většinou na stání). Druhá možnost byla, že se postaví nový stadion. Nakonec byla zvolena druhá možnost. Dokonce měl být stadion zbourán a nahrazen novým, ale nakonec se nový stadion Stadio Delle Alpi byl postaven čtvrti Vallette. Oba Turínské kluby se tam měli přestěhovat a tak poslední zápas se zde odehrál 27. května 1990, když hrál tehdy druholigový Turín s Messinou. V následujících letech byl stadion využíván stále méně, až bylo využíváno pouze pro trénink prvního týmu Juventusu (od roku 1994 do roku 2003) a krátce i Turínu (2003/04).
V letech, kdy již nebylo využíváno upadl stadion do stavu opuštěnosti a degradace kvůli špatné údržbě. Pro oživení stadionu bylo v té době navrženo mnoho řešení. V roce 1990 se začalo uvažovat o projektování univerzitního kampusu včetně tržnic, kin, bank, úřadů, zázemí pro atletiku a další sporty a arén pro koncerty.
V roce 1993 navrhla CONI přeměnit na sportovní vesnici, v níž by v přízemí sídlily všechny sportovní svazy, které by mohly mít kanceláře, zasedací místnosti, tělocvičny a tréninková místa. Juventus uvažoval o rekonstrukci šaten a nového hřiště v nedalekém areálu Campo Combi (tehdy využívané jako tréninkové hřiště mládežnickými týmy).
V roce 1996, díky nepříjemnostem na Stadio Delle Alpi, vedení Juventusu napadlo koupit stadion a znovu jej využívat jako domácí stadion. Projekt počítal s vybudováním nového zařízení pro 35 000 diváků bez atletické dráhy, s demolicí starého stadionu, se zachováním pouze zatáčky a věže Maratona, uvnitř které mělo být umístěno muzeum Juventusu. Kromě toho se zamýšlelo přeměnit oblast přidáním multikin, restaurací, obchodů, hotelů, prodejen rychlého občerstvení a obchodů pro nákup pomůcek. V roce 1998 tento projekt klub opustil.

### Od roku 2001
V roce 2001 byl stadion určen jako hlavní stadion pro ZOH 2006. Také v roce 2001 bylo městem navrženo prodat Stadio Delle Alpi Juventusu i Turínu do spoluvlastnictví. Ale oba týmy návrh odmítly kvůli příliš vysokým cenám. Rok nato se Turín upustil od projektu týkajícího se obnovy staré Filadelfii a jejího opětovného použití jako domácího stadionu a proto v témže roce město navrhlo, aby Turín stadion odkoupil Comunale.
Dne 18. června 2002 na základě dohody s magistrátem, který za cenu 25 milionů Euro svěřil Stadio Delle Alpi Juventusu. Turín za 6 milionů Euro získal tento stadion. Také získal zpět do vlastnictví stadion ve Filadelfii, aby jej mohl využít pro jiné aktivity. Jenže v roce 2005 skončil klub v bankrotu a město tak oba stadiony převzala.
Projekt renovace byl svěřen veronským architektonickým kancelářím Giovanni Cenna Architetto a Arteco, zachoval se stávající struktura, byly doplněny nové svislé konstrukce pro podepření střechy celého objektu a třetí prstenec, průběžný a konstrukčně spolupracující se střechou, vybavený v části odpovídající předchozí střeše uzavřenou částí, která obsahuje 44 boxů. Zhruba třetina krycí krytiny je vyrobena z poloprůhledného plastového materiálu, aby se co nejvíce vyhnulo tomu, že jí vrhaný stín může poškodit trávník vlivem nižšího množství slunečního záření. Celková kapacita byla zvýšena na 27 168 míst k sezení, aby vyhovovalo moderním bezpečnostním standardům. Pro olympijské ceremoniály se rozšířila kapacita na 35 000 míst pomocí dočasných konstrukcí, jehož s výškou 57 metrů byla nejvyšší na světě. Také se vevnitř stadionu se rekonstruovalo. Renovace stadionu stála 48 milionů Euro.
V létě 2006 se stadion vrátil, aby hostil zápasy dvou hlavních městských fotbalových týmů: Turín se usadil natrvalo a Juventus pouze provizorně (do roku 2011), který čekal na dokončení svého nového stadionu. Dne 19. dubna 2016 se stadion přejmenoval na Stadio Olimpico Grande Torino, vzpomínkou na slavnou sestavu Grande Torino, která zahynul v roce 1949. věnovat hráčům Granaty, kteří zmizeli při tragédii Superga. K přejmenování stadionu došlo bez odstranění názvu zimních olympijských her v roce 2006 podle předpisů.

## Zápasy

### První zápas
| Čtvrtfinále – druhý zápas Středoevropského poháru 29. červen 1933 | Juventus                                           | 6 – 2 | Újpest             | Stadio Municipale Benito Mussolini       |  |  |
| 16:10                                                             | Orsi 30', 82', 84'(pen.), 88' Varglien II 36', 39' |       | 39' Jávor 70' Avar | Diváci: 22 000 Rozhodčí: Bohumil Ženišek |  |  |
|                                                                   |                                                    |       |                    |                                          |  |  |

### Mistrovství světa
Stadion hostil Mistrovství světa ve fotbale konané v Itálii a to v roce 1934.

#### Mistrovství světa ve fotbale 1934
- Rakousko –  Francie 3:2 v prodl. (1. kolo) 27. května
- Československo –  Švýcarsko 3:2 (čtvrtfinále) 31. června

### Mistrovství Evropy
Stadion hostil Mistrovství Evropy ve fotbale konané v Itálii a to v roce 1980.

#### Mistrovství Evropy ve fotbale 1980
- Řecko –  NSR 0:0 (skupina A) 27. června
- Belgie –  Anglie 1:1 (skupina B) 12. června
- Itálie –  Anglie 1:0 (skupina B) 15. června

### Finálové zápasy evropských pohárů

#### Veletržní pohár a pohár UEFA
- 1964/65  Juventus –  Ferencvárosi 0:1, 23. června 1965, 40 000 diváků
- 1970/71  Juventus –  Leeds 2:2, 28. května 1971, 58 555 diváků
- 1976/77  Juventus –  Athletic Bilbao 1:0, 4. května 1977, 54 800 diváků
- 1989/90  Juventus –  Fiorentina 3:1, 2. května 1990, 47 519 diváků

#### Superpohár UEFA
- 1984  Juventus –  Liverpool 2:0, 16. ledna 1985, 55 384 diváků

### Domácí poháry
Kromě domácích zápasů Juventusu a Turína, byl stadion využíván při finále.
- 1941/42  Juventus –  Milán 4:1, 28. června 1942
- 1963/64  Turín –  Řím 0:1, 1. listopadu 1964
- 1980/81  Turín –  Řím 1:1, (2:4pen.) 20. června 1981
- 1981/82  Turín –  Inter 1:1, 20. května 1982
- 1982/83  Juventus –  Verona 3:0, 22. června 1983
- 1987/88  Turín –  Sampdoria 2:1 v prodl., 19. května 1988
- 1989/90  Juventus –  Milán 0:0, 28. února 1990